# Oberinn

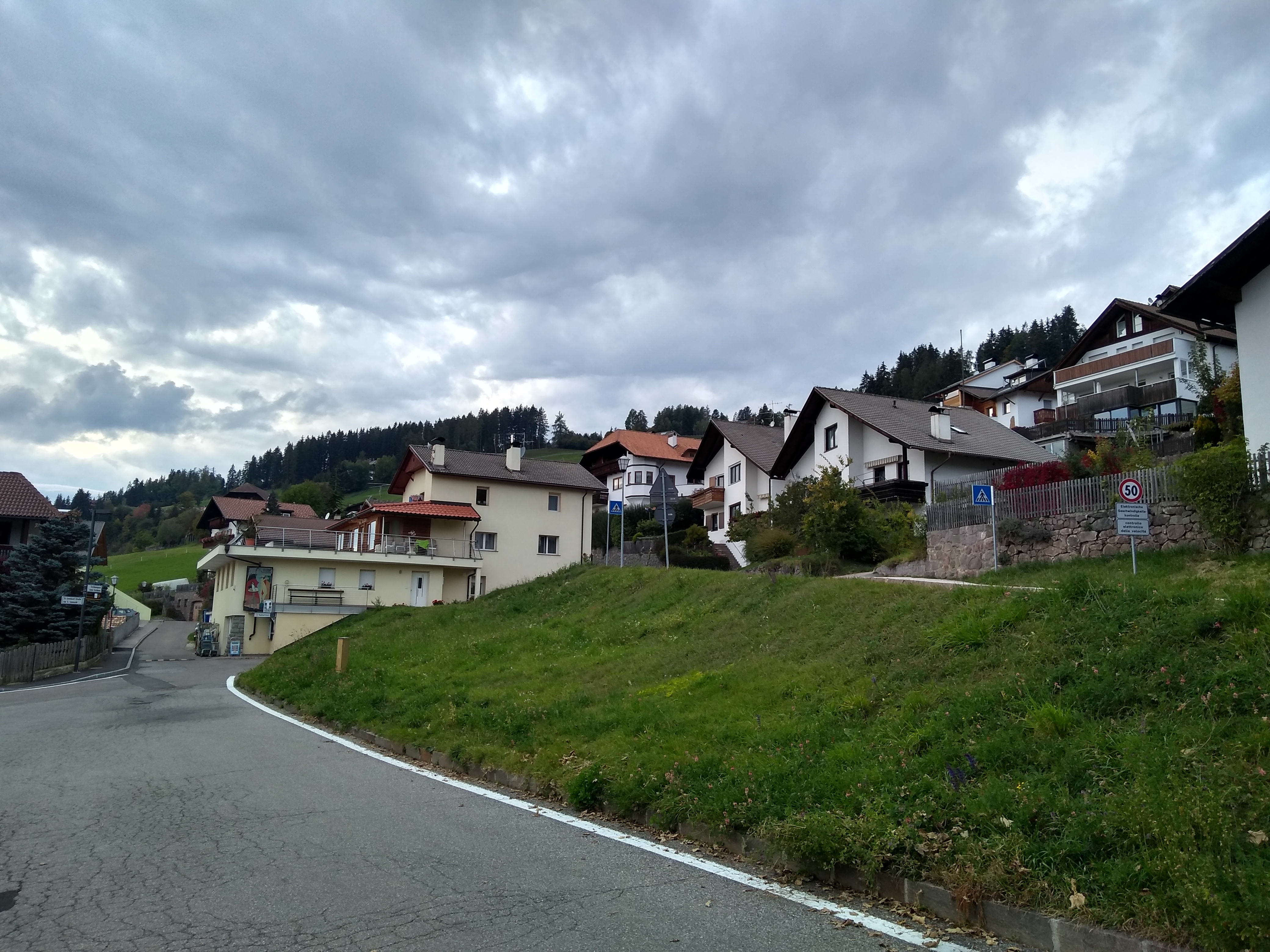
Ortskern von Oberinn

Oberinn (italienisch Auna di Sopra) ist eine Fraktion der Gemeinde Ritten in Südtirol (Italien). Das Dorf liegt 20 km nördlich von Bozen in einer Höhe von etwa 1300 m auf dem Ritten unterhalb der Erhebung des Rosswagen. Die Einwohnerzahl beträgt 500 Personen.

## Geschichte
Eine vorgeschichtliche Besiedlung ist auf der Treidner Weide archäologisch erwiesen. Erstmals wurde Oberinn unter der Bezeichnung „Malgrei St. Leonhard“ erwähnt. Der Name Oberinn leitet sich vom Wort Inn ab, das „Weg“ bedeutet. Der „Obere Weg“ führte von Lengmoos bzw. Klobenstein über Oberinn bis nach Schloss Wangen. Die Besiedlung erfolgte durch die Einwohner der umliegenden Dörfer des Rittens. Von ihnen sind 1230 ein „Heinrich von Oberinn“ (Henricus der Ubernune) und 1305 ein „Gebhard von Oberinn“ (Gebehardus de Obernunne) urkundlich genannt.
Einer der ältesten Höfe in Oberinn ist der Hof „Mair zu Egg“, der erstmals 1309 erwähnt wird. Er war ein Geschenk von Otto, Herzog von Kärnten und Tirol, an seine Gemahlin Euphemia von Schlesien. Vor dem Hof befand sich auch der in den Weistümern belegte öffentliche Gerichtsplatz des Ortes. Vor dem Ersten Weltkrieg plante die österreichische Regierung, das Dorf wegen seines günstigen Klimas und der sonnigen Lage zu einer neuen Lungenheilstätte zu machen. Hierzu war außerdem vorgesehen, die Rittner Bahn zwecks bequemerer Anreise der Kurgäste bis Oberinn zu verlängern. Letztlich verhinderte der Krieg jedoch beide Vorhaben.
Oberinn war ursprünglich mit der Pfarrei Wangen vereint. Erst seit 1960 ist Oberinn eine eigene Pfarrei und somit auch die höchstgelegene des Deutschen Ordens.

## Sehenswertes

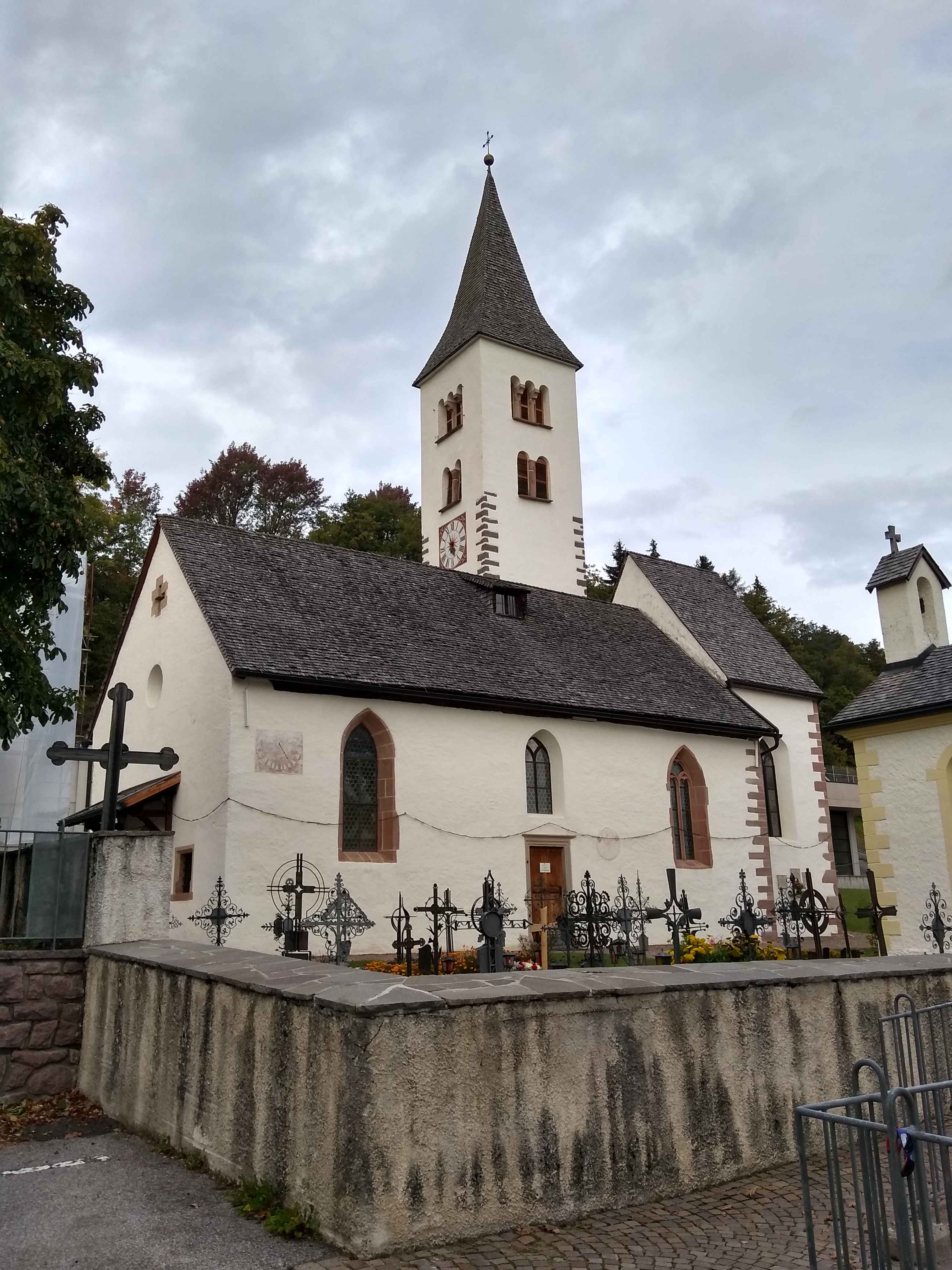
St. Leonhard

Die um 1200 erbaute romanische Kirche hieß ursprünglich „St. Leonhard im Walde“. Heute stammt nur noch der Turm aus dieser Zeit. Um die Kirchenmauer selbst ist eine Leonhards-Kette gespannt. Die Einweihung der Lourdes-Kapelle nebenan erfolgte im Jahre 1982.
Der Bau eines eigenen Schulgebäudes wurde von der österreichischen Regierung unter Kaiser Franz Joseph genehmigt und 1909 fertiggestellt. Dieses dient heute als Grundschule für die deutsche Sprachgruppe und wurde 2022 im Zuge einer Generalsanierung baulich um einen Kindergarten und einen Vereinssaal erweitert.